# 五氟苯
五氟苯是一种有机氟化合物，分子式为C
6HF
5。一个分子是由五个氟原子取代的苯环。这个化合物是一种无色液体，沸点与苯的相若。它由经过大量氟化的环己烷在炽热的镍或铁上脱氟而成。另一个方法是使用KOH的热水溶液将聚氟化环己烷脱去氢和氟。